# Bennokirche (Warschau)

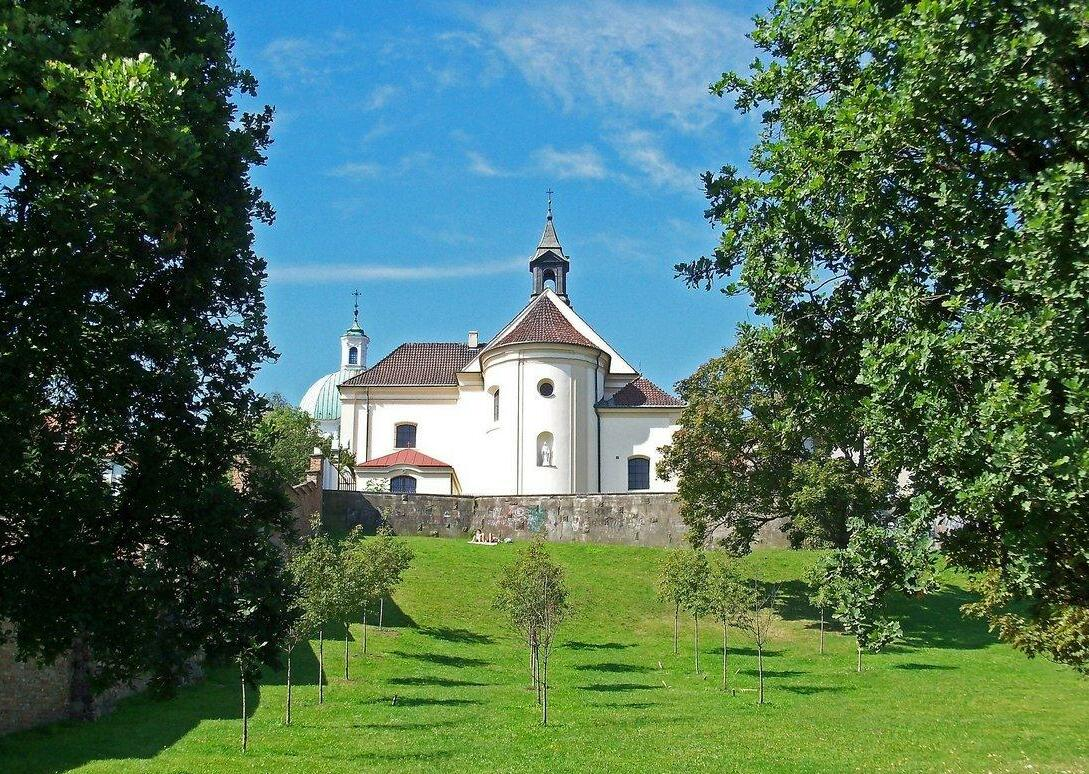
Blick von Osten

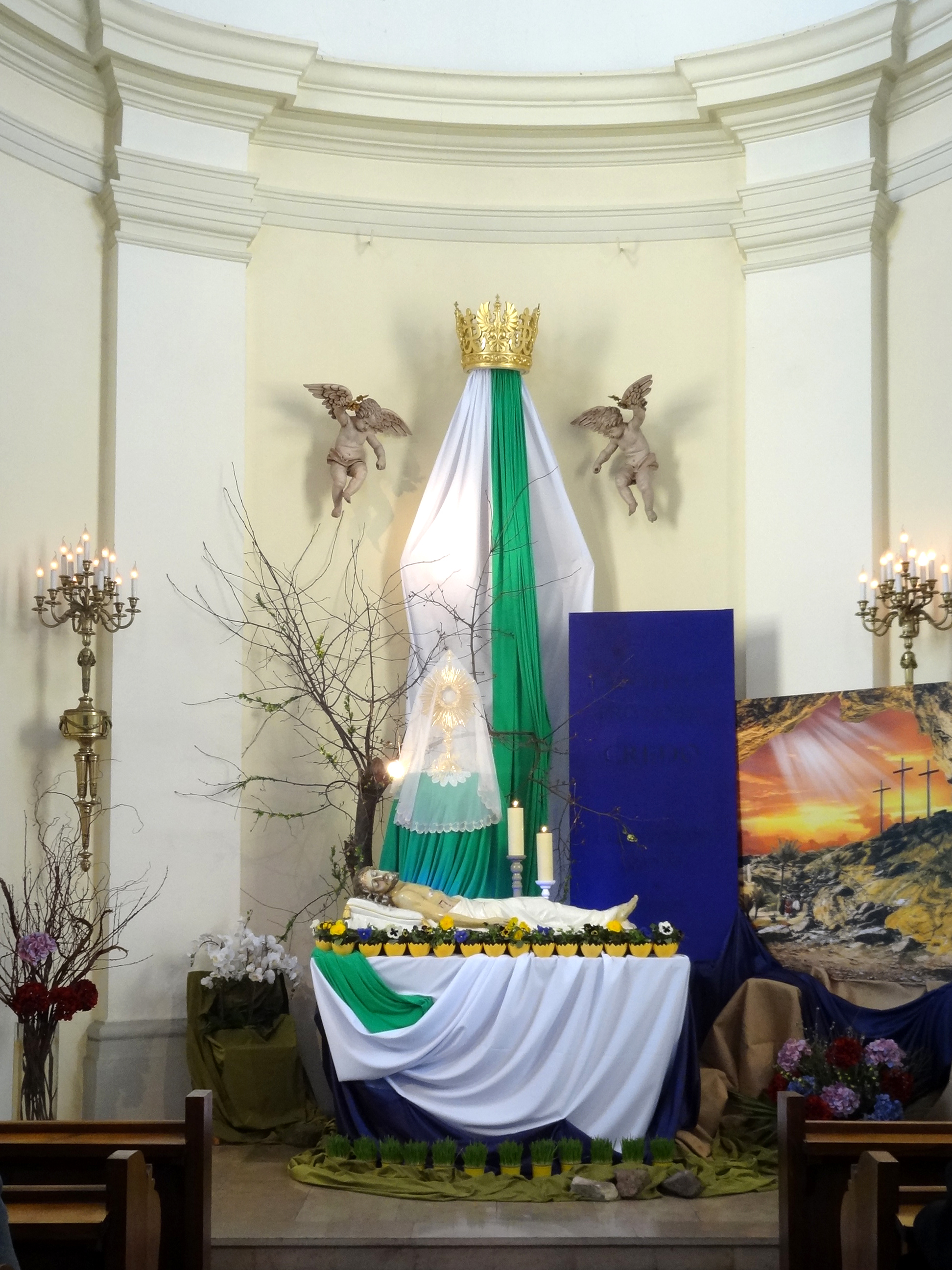
Kapelle mit dem Heiligen Grab am Karsamstag 2023

Die katholische Kirche des Heiligen Benno (polnisch Kościół św. Benona) in Warschau ist eine katholische Redemptoristenkirche in der Warschauer Neustadt. Sie ist dem Patrozinium des heiliggesprochenen Bischofs Benno von Meißen unterstellt.

## Geschichte
Die Kirche wurde um die Mitte des 17. Jahrhunderts von den der Bruderschaft des Heiligen Benno im Stil der Barock erbaut und im 18. Jahrhundert von den Redemptoristen übernommen. Im Warschauer Aufstand von der Wehrmacht zunächst niedergebrannt und später durch Sprengung zerstört, wurde die Kirche nach dem Krieg wieder aufgebaut.

## Geographische Lage
Die Kirche befindet sich in der Warschauer Neustadt an der Pieszastraße, die zum Marktplatz der Warschauer Neustadt führt.